# 天日謙作
天日 謙作（てんにち けんさく、1966年〈昭和41年〉10月21日 - ）は、大阪府羽曳野市出身の元バスケットボール選手、指導者。現在はWリーグの姫路イーグレッツでヘッドコーチを務めている。

## 来歴
羽曳野市立峰塚中学校でバスケットボールを始め、大阪府立羽曳野高等学校を経て、日本体育大学に進学。3年時にはインカレ優勝を経験する。
卒業後の1989年、松下電器に進み、日本リーグで2度、オールジャパンでも2度の優勝に貢献。第72回オールジャパンではベスト5に選出される。
1992年にはジョーンズ杯に出場する全日本B代表に選ばれる。
2001年に現役引退し、ポール・ウェストヘッドヘッドコーチの元でアシスタントコーチ就任。ウェストヘッド退任後の2003年にはHCに昇格。
2005年に松下電器を退社し、bjリーグに参戦する大阪エヴェッサの初代HCに就任。リーグ初代王者に導き、最優秀コーチに選ばれる。
2006-07、2007-08も引き続き指揮を執り3連覇を達成したが、2009-10シーズンをもって退任した。
2010年9月、芦屋大学バスケットボール部HC（客員教授）に就任。
2016年オフ、B.LEAGUEに参加する西宮ストークスのHC（ライセンスの都合上肩書はAC）に就任。
2018-19シーズン、アイシン・エィ・ダブリュ アレイオンズ安城のHC就任。
2019-20シーズン、大阪エヴェッサのHCとして9年ぶりに復帰。
2022-23シーズンからはB3リーグの豊田合成スコーピオンズのアシスタントコーチに就任。西宮時代と同様に、ACながら実質的な指揮官を務めた。翌2023-24シーズンから正式にHC就任。

## 日本代表歴
- 1992年 ジョーンズ杯

## 人物
- オーストラリアのシドニー生まれで、1歳の頃に羽曳野市に移転してきた。かつて、藤井寺球場を本拠地にしていた近鉄バファローズのファンであった。
- 羽曳野高校時代の監督の比嘉悟は現在、エヴェッサのオーナーズクラブであるエビス町倶楽部の会員である。